# HD 46769
HD 46769，又名BD+00 1491，SAO 114097、HR 2409，是一颗恒星，视星等为5.8，位于銀經210.29，銀緯-3.19，其B1900.0坐标为赤經6h 30m 6.3s，赤緯+0° -3.19′ 10″。